# Ексудативно-катаральний діатез
Ексудативно-катаральний діатез (ексудативний) — діатез, при якому виражена підвищена ранимість шкіри і слизових оболонок дихальної, травної та сечостатевої систем, вірогідний розвиток алергічних захворювань. Приблизно в однієї третини — половини дітей протягом перших двох років життя відзначаються короткочасні ознаки ексудативно-катарального діатезу.
Ексудативно-катаральний діатез — не хвороба, а тільки спадкова схильність, однак для виникнення хвороби одного лише спадкового нахилу недостатньо, крім цього необхідна сенсибілізація (підвищена чутливість) організму, наявність алергії. У той же час ексудативний діатез може бути лише епізодом в житті дитини, і лише в однієї третини дітей з цією аномалією конституції в подальшому житті розвиваються алергічні захворювання.

## Причини виникнення
Чи не головна роль у формуванні проявів діатезу належить порушенню діяльності нервової системи у зв'язку з підвищеною чутливістю дитини до деяких алергенів. Неповноцінне харчування (не відповідає віку, з великою кількістю алергенів) також надає несприятливий вплив на конституціональні властивості дитини і сприяє при певних умовах виникнення ексудативного діатезу. У дітей грудного віку алергеном може бути білок коров'ячого молока, яйця, цитрусові, полуниця, суниця, інші продукти. У дітей, що знаходяться на грудному вигодовуванні, діатез може з'явитися внаслідок вживання в їжу цих продуктів матір'ю. З ростом дитини збільшується і кількість речовин, здатних викликати алергію: різноманітні продукти харчування, місцеві фізичні і хімічні подразники, інфекції шкіри, кліматичні і метеорологічні фактори.

## Симптоми
Перші прояви ексудативного діатезу зазвичай виникають у віці 2-3 місяців. У дітей, у яких в подальшому розвивається ексудативний діатез, часто спостерігаються стійкі попрілості, почервоніння шкіри в області зовнішньої частини стегна, сухість шкірних покривів, неправильне наростання маси тіла (частіше надлишкове), підвищена нервова збудливість.
Основними проявами є запальні зміни шкіри різного характеру, які з'являються при самому ретельному догляді за дитиною, мають схильність до подальшого поширення і ускладнень. Серед різноманітних форм шкірних проявів ексудативного діатезу найтиповішими симптомами є гнейс (жирові себорейні лусочки на голові), молочний струп (обмежене почервоніння шкіри щік, в подальшому з розвитком дрібних білих лусочок, іноді бульбашок), попрілості в шкірних складках, висипання різного характеру на почервонілій шкірі кінцівок і тулуба. Як правило, ексудативні зміни з'являються спочатку на обличчі, а потім поширюються на інші частини тіла. Перед початком висипань у дітей виникає чітка складчастість, що нагадує зморшку, в області нижньої повіки.
Найхарактерніші прояви діатезу — сверблячі і наповнені прозорим вмістом бульбашки на тлі губчастого, ніздрюватого вигляду шкіри. Бульбашки в подальшому можуть розкриватися, рідина що виділяється рідина викликає мокнуття шкірних покривів, пізніше утворюються скориночки. Сильне свербіння викликає безсоння, неспокій, втрату апетиту. Все це заподіює великі страждання дитині і значно ускладнює догляд за ним.
Одним з ранніх симптомів ексудативного діатезу є так званий «географічний язик», який нагадує географічну карту через збільшення сосочків і нерівномірнысть злущування епітелію (верхнього шару) . Характерна схильність слизових оболонок до запальних станів, що виражається в частих і тривало протікаючих катарах верхніх дихальних шляхів, бронхітах, нерідко астматичних. У багатьох дітей спостерігається запалення повік і слизової оболонки ока. З боку шлунково-кишкового тракту часто спостерігається нестійкий стілець, що виникає без порушення дієти. Бурхливі прояви з боку шкіри і слизових оболонок зазвичай спостерігаються протягом перших трьох років життя дитини. Потім прояви діатезу затихають, переходять у приховану стадію, в якій можуть знаходитися досить тривалий час.

## Лікування
Основною метою лікування є регулювання зміненої реакції організму в цілому з одночасним впливом на місцеві прояви. Лікування дитини, що страждає ексудативно-катаральним діатезом, не може бути періодичним, короткочасним і обмежуватися однією симптоматичною терапією. Тільки тематичний і тривалий вплив виявитися ефективним і допоможе запобігти загостренню.
Необхідна постійна і поступова тренування організму дитини до змін температури навколишнього середовища. Необхідно застосовувати з раннього віку повітряні ванни, гімнастику і масаж, тематичні щоденні обливання й обтирання водою, поступово через кожні 2 — 3 дні знижуючи температуру на 1С (з 37 до 25).

### Харчування
У лікуванні велике значення має правильне харчування. Воно повинно бути повноцінним і забезпечувати потребу організму, що росте в найважливіших поживних речовинах. До складу їжі дитини з проявами ексудативного діатезу повинні входити ті ж продукти, які входять у раціон здорової дитини того ж віку. Ніяких спеціальних обмежень в дієті бути не повинно, і тільки в тих випадках, коли спостерігається посилення шкірних проявів після прийому будь-яких їжі, цю їжу слід тимчасово скасувати. Для дітей з надлишковою вагою слід обмежити калорійність за рахунок легко засвоюваних вуглеводів (каш, киселю, цукру). Якщо дитина знаходиться на природному вигодовуванні, дієти матері необхідно виключити ті продукти, які найбільш часто викликають алергію (яйця, полуницю, суницю, цитрусові, шоколад, міцний чай, натуральну каву, гострі сири, какао, прянощі, концентровані бульйони, консерви, копченості, рибу). Звичайно ж, характер обмежень вживаних матір'ю продуктів остаточно визначається тільки після уточнення, на якій з них у дитини з'являються або посилюються явища діатезу. Дітям, які перебувають на змішаному та штучному вигодовуванні, необхідно максимально зменшити кількість одержуваного коров'ячого молока. Каші і овочеві пюре краще готувати не на молоці, а на овочевому відварі. Замість молока дітям краще давати кефір, ацидофільне молоко, біолакт або інші кисломолочні суміші, так як при діатезі вони краще переносяться, ніж молоко, внаслідок того, що основною аллергизирующим білок коров'ячого молока при сквашивании руйнується.

### Медикаменти
При необхідності лікар може призначити лікарські препарати. Серед них — раціональна вітамінотерапія. Слід застерегти від захоплення тривалими курсами вітамінів, так як гіпервітамінозу сприяють підтримці алергічних уражень шкіри. Внаслідок того, що в більшості випадків алерген надходить з їжею, позитивна дія надають курси лактив або біфідубактирин, аллохол, антигістамінні препарати. Тривале застосування одного антигістамінного препарату недоцільно, тому що до нього може розвинутися підвищена чутливість.
Дітям з вираженим свербінням, занепокоєнням, порушенням сну показано призначення заспокійливих засобів — валеріани, пустирника, фенобарбітал.

### Антиалергенна терапія
При виявленні алергену, що викликає загострення діатезу, потрібно виключити контакт дитини з ним або провести курс специфічної гіпосенсибілізуючий терапії (зниження підвищеної чутливості організму до алергену). Спочатку за допомогою шкірних проб встановлюють чутливість до того чи іншого алергену, а потім цей алерген вводиться ін'єкційно в малих дозах, в поступово наростаючою дозуванні. Таке лікування приводить до вироблення в організмі дитини антитіл, які блокують алергени.

### Місцеве лікування
Місцеве лікування уражень шкіри є невід'ємною ланкою лікувального процесу. Важливо рано почати лікування і не допустити розвитку поширеного ураження шкіри. Цьому сприяє своєчасний і раціональний туалет попрілостей, купання з додаванням у ванну відвару череди або дубової кори, калини, ромашки, звіробою, манжети звичайною. 50 г лікарської рослини заливають 1 л окропу, настоюють 1 годину, проціджують і додають у ванну. Тривалість процедури — 15-20 хвилин. При рясному мокнутіі застосовують базіки з тальком і окисом цинку, надалі переходять на мазі з додаванням нафталана, рідини Бурова, пасти Лассара. Рясні кірки на голові та обличчі видаляють після повторних прикладань серветок, змочених риб'ячим жиром або прокип'яченим соняшниковою олією. Суху шкіру з тріщинами потрібно обробляти ретинолом або риб'ячим жиром. При інфікуванні шкіри місцево призначають протимікробні засоби — анілінові барвники (брильянтовий зелений, Фукорцин), рідше — антибіотики.
Широке поширення при лікуванні важких рецидивуючих алергічних захворювань шкіри отримали мазі з додаванням гормонів-глюкокортикоїдів (преднізолонова мазь, синаларом, флуцинаром, локакортен та ін.)

### Профілактичні щеплення
Профілактичні щеплення дітям, які мають средньотяжку форму ексудативного діатезу, слід проводити тільки у віці 2 — 3 роки, з великою обережністю і попередньою підготовкою в алергологічному кабінеті. У важких випадках від щеплення слід тимчасово утриматися.